# دانيال لارسون (لاعب دارت)
دانيال لارسون (بالسويدية: Daniel Larsson)‏ هو لاعب دارت سويدي، ولد في 9 يونيو 1981 في السويد.

## وصلات خارجية
- دانيال لارسون على موقع DartsDatabase.co.uk (الإنجليزية)